# Kosowo na Letnich Igrzyskach Olimpijskich 2016
Kosowo na Letnich Igrzyskach Olimpijskich 2016 reprezentowało 8 sportowców (5 kobiet i 3 mężczyzn), którzy rywalizowali w 8 konkurencjach w 5 dyscyplinach sportowych. Start w Rio de Janeiro był debiutem Kosowa na igrzyskach olimpijskich.

## Zdobyte medale
| Medal | Zawodnik          | Dyscyplina | Konkurencja     | Data       |
| ----- | ----------------- | ---------- | --------------- | ---------- |
| Złoto | Majlinda Kelmendi | Judo       | do 52 kg kobiet | 7 sierpnia |

## Reprezentanci

### Judo
| Zawodniczka       | Konkurencja     | 1/16                     | 1/8                        | Ćwierćfinały                   | Półfinały                 | Repesaż 1           | Repesaż 2           | Repesaż 3           | Finał                      | Finał   |
| Zawodniczka       | Konkurencja     | Przeciwniczka Wynik      | Przeciwniczka Wynik        | Przeciwniczka Wynik            | Przeciwniczka Wynik       | Przeciwniczka Wynik | Przeciwniczka Wynik | Przeciwniczka Wynik | Przeciwniczka Wynik        | Pozycja |
| ----------------- | --------------- | ------------------------ | -------------------------- | ------------------------------ | ------------------------- | ------------------- | ------------------- | ------------------- | -------------------------- | ------- |
| Majlinda Kelmendi | do 52 kg kobiet | BYE                      | Evelyne Tschopp W 100-000  | Christianne Legentil W 000-000 | Misato Nakamura W 000-000 | —                   | —                   | —                   | Odette Giuffrida W 001-000 | złoto   |
| Nora Gjakova      | do 57 kg kobiet | Yadinis Amarís W 100-000 | Corina Căprioriu P 000-002 | NQ                             | NQ                        | NQ                  | NQ                  | NQ                  | NQ                         | 9.-16.  |

### Kolarstwo

#### Kolarstwo szosowe
| Zawodnik     | Konkurencja                         | Czas | Pozycja |
| ------------ | ----------------------------------- | ---- | ------- |
| Qëndrim Guri | wyścig ze startu wspólnego mężczyzn | DNF  | DNF     |

### Lekkoatletyka
| Zawodnik       | Konkurencja            | Eliminacje | Eliminacje | Półfinał | Półfinał | Finał    | Finał   | Pozycja |
| Zawodnik       | Konkurencja            | Rezultat   | Pozycja    | Rezultat | Pozycja  | Rezultat | Pozycja | Pozycja |
| -------------- | ---------------------- | ---------- | ---------- | -------- | -------- | -------- | ------- | ------- |
| Vijona Kryeziu | Bieg na 400 m kobiet   | 54,30      | 52.        | NQ       | NQ       | NQ       | NQ      | 52.     |
| Musa Hajdari   | Bieg na 800 m mężczyzn | 1:48,41    | 34.        | NQ       | NQ       | NQ       | NQ      | 34.     |

### Pływanie
| Zawodnik    | Konkurencja                  | Eliminacje | Eliminacje | Półfinał | Półfinał | Finał | Finał   | Pozycja |
| Zawodnik    | Konkurencja                  | Czas       | Miejsce    | Czas     | Miejsce  | Czas  | Miejsce | Pozycja |
| ----------- | ---------------------------- | ---------- | ---------- | -------- | -------- | ----- | ------- | ------- |
| Rita Zeqiri | 100 m st. grzbietowym kobiet | 1:12,31    | 34.        | NQ       | NQ       | NQ    | NQ      | 34.     |
| Lum Zhaveli | 50 m st. dowolnym mężczyzn   | 24,32      | 57.        | NQ       | NQ       | NQ    | NQ      | 57.     |

### Strzelectwo
| Zawodniczka | Konkurencja                       | Kwalifikacje | Kwalifikacje | Finał | Finał   | Pozycja |
| Zawodniczka | Konkurencja                       | Wynik        | Pozycja      | Wynik | Pozycja | Pozycja |
| ----------- | --------------------------------- | ------------ | ------------ | ----- | ------- | ------- |
| Urata Rama  | karabin pneumatyczny, 10 m kobiet | 402,3 pkt.   | 48.          | NQ    | NQ      | 48.     |